# Jadwiga Ciepły
Jadwiga Ciepły, po mężu Gablankowska, ps. „Wiśka” (ur. 10 października 1908 w Krakowie, zm. 12 grudnia 1996 tamże) – polska lekkoatletka.

## Kariera
Jako lekkoatletka reprezentowała Wisłę Kraków od 1926 do 1933. Nosiła pseudonim „Wiśka”. W 1927 ustanawiała rekordy Polski w biegach na 200 m (28,2), 4x100 m (52.9), 10x100 m (2:29.0). W tym samym roku reprezentowała kraj w meczu międzypaństwowym.
Ukończyła kształcenie w Szkole Handlowej w Krakowie. Była sędzią lekkoatletyczną.
Została pochowana na Cmentarzu Rakowickim w Krakowie.